# Acacia pennata
Senegalia pennata tức rau gai thối hoặc rau thối là một loài thực vật có hoa trong họ Đậu. Loài này được (L.) Willd. miêu tả khoa học đầu tiên.
Rau gai thối được người Thái Lan và người Lào ưa chuộng dùng làm rau trong các món ăn, dùng sống cũng như chín. Món gỏi cha om là món phổ biến ở miền bắc Thái Lan.
Tại Việt Nam cây này được trồng ở vùng Tây Bắc như Sơn La, Lai Châu do người dân tộc Thái và Khơ Mú canh tác coi như đặc sản miền núi. Họ dùng rau gai thối (tên địa phương là "phắc nam min") làm các món nộm như nộm hoa ban hoặc trụng sơ ăn với cá nướng. Ngoài ra, rau thối cũng có thể được sử dụng để nấu canh, xào. Rau có mùi hôi đặc trưng khi nấu chín.

## Hình ảnh

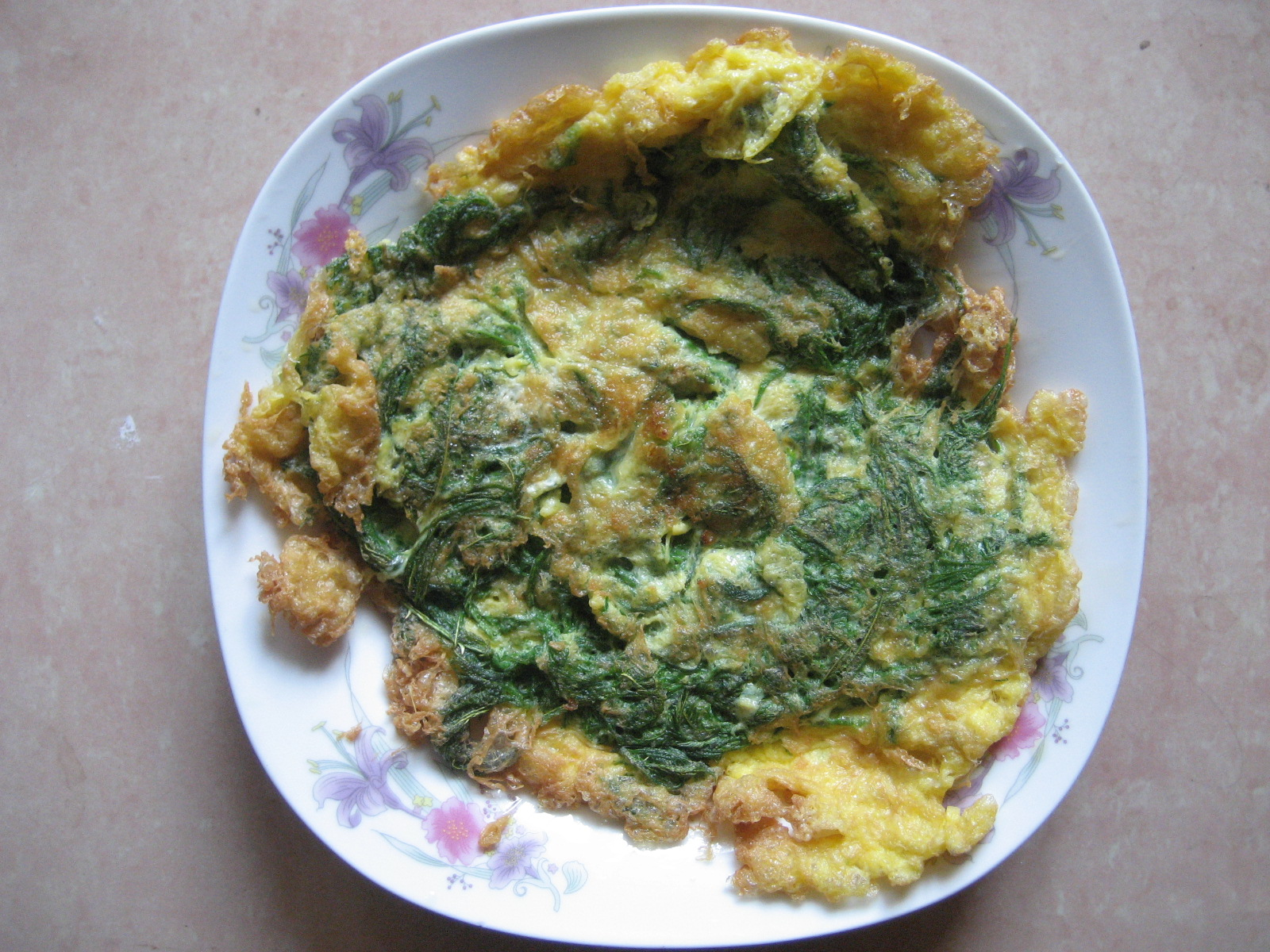
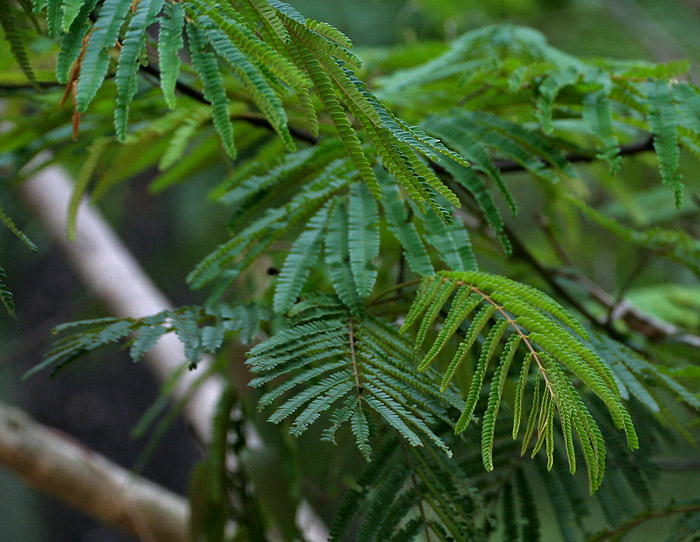